# Leporillus apicalis
Leporillus apicalis é uma espécie extinta de roedor australiano.
Caracterizava-se pela construção de ninhos com galhos que podiam chegar a 3 metros de comprimento e até 1 metro de altura.
Sofreu com a predação e com a competição ecológica com ovelhas, sendo que o último espécime data de 1933. No entanto, pelo facto de serem observados alguns ninhos antigos com novos galhos, acredita-se que ainda pode haver alguns indivíduos desta espécie não registrados.